# السبعة الرائعون (فلم)
السبعة الرئعون (بالإنجليزية: The Magnificent Seven) هو فيلم من أفلام الغرب الأمريكي (وسترن) يحكي قصة مزارعين مكسيكيين يتعرضون للاستغلال من قبل زعيم عصابة يدعى كالبيرا (إلي ولاك)، فيذهبون لطلب المساعدة من رماة أمريكيين مهرة.
الفيلم مأخوذ عن قصة فيلم ياباني اسمه «الساموراي السبعة» (بالإنجليزية: Seven Samurai) عام 1954، أما فيلم السبعة الرائعون فقد استوحيت منه قصة فيلم حياة حشرة عام 1998 وتم إقتباسه وإنتاجه في مصر باسم شمس الزناتي.

## الشخصيات

### الشخصيات الرئيسية
- يول براينر بدور كريس آدامز  [لغات أخرى]‏
- ستيف ماكوين بدور فين تانر
- هورست بوخهولتس بدور الشاب تشيكوا

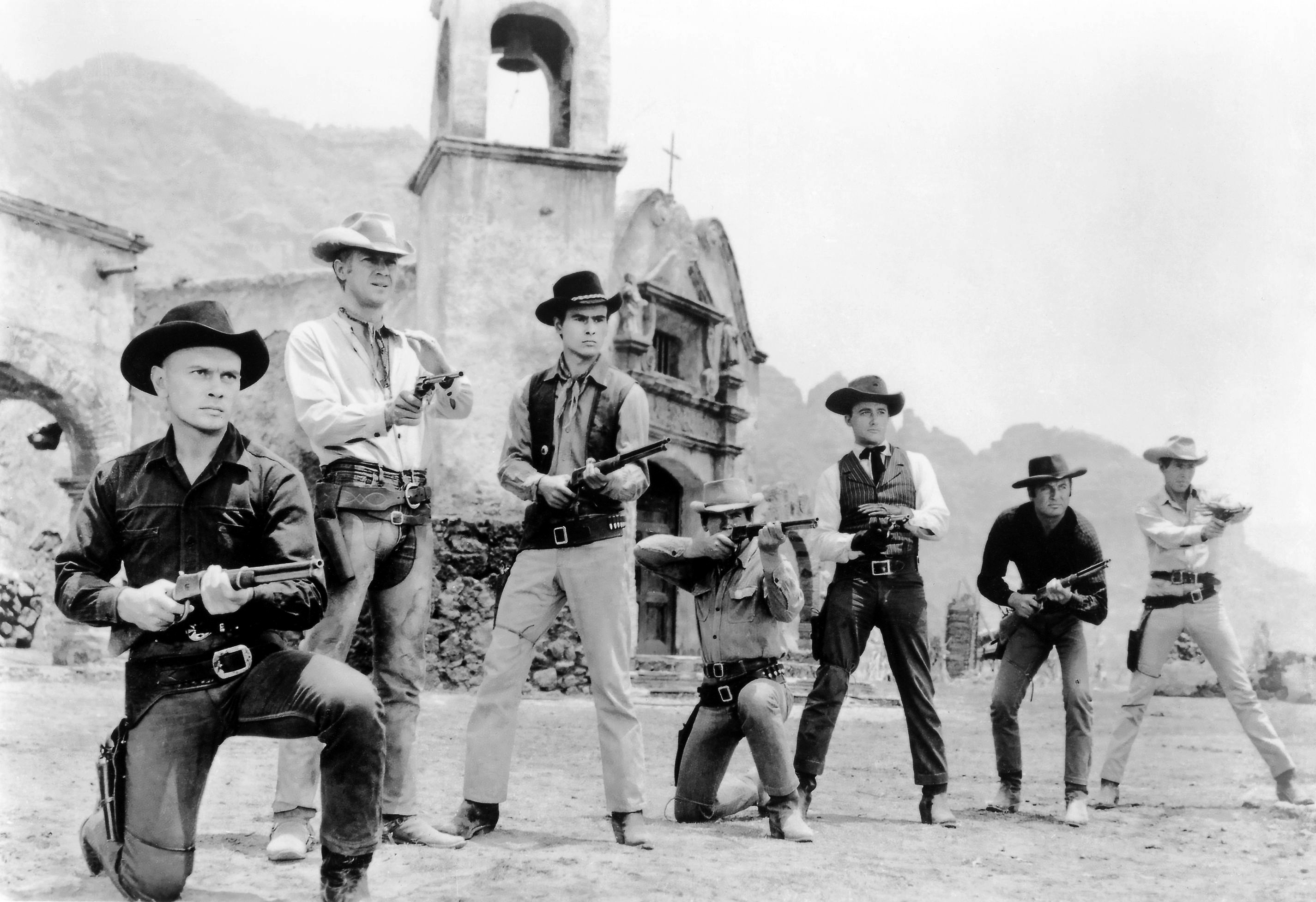
صورة من الفيلم يظهر فيها "الرائعون السبعه". من اليمين لليسار: يول براينر، ستيف ماكوين، هورست بوخهولتس، تشارلز برونسون، روبرت فون، براد دكستر، جيمس كوبورن

- تشارلز برونسون بدور بيرناردو اوريالي
- روبرت فون بدور ليي
- براد دكستر بدور هاري لوك
- جيمس كوبورن بدور بريت

## وصلات خارجية
- مقالات تستعمل روابط فنية بلا صلة مع ويكي بيانات